# Paolo Pizzo
Paolo Pizzo, född 4 april 1983 i Catania, är en italiensk fäktare.
Pizzo blev olympisk silvermedaljör i värja vid sommarspelen 2016 i Rio de Janeiro.